# Застава ЦЗ999
ЦЗ999 је полуаутоматски пиштољ који представља наставак развоја модела ЦЗ99, који је конструисао Александар Милошевић у некадашњим Заводима Црвена застава у Крагујевцу, 1990. године.
Пиштољ функционише на принципу кратког трзаја цеви. Брављење се постиже вертикалном осцилацијом цеви, која залази у отвор на навлаци.
Може се користити као оружје једноструког или двоструког дејства. Управљачке команде на пиштољу су обостране, што значи да су прилагођене управљању левом или десном руком. Конструкциона решења омогућавају да исте управљачке команде имају више функција. Израђује се у две верзије: у пуној величини као ЦЗ999 Шкорпион или у компактној верзији као ЦЗ 999 Компакт. Обе верзије се производе у калибру 9 mm Parabellum
Индикатор напуњености  показује да ли се метак налази у цеви. Нишани су четвртасти, са белим тачкама и олакшавају нишањење у условима слабе видљивости.
Навлака пиштоља се израђује од легираног челика, рам од легуре алуминијума, а корице пиштоља од полимера отпорног на удар.